# Zhao Yingzhu
Zhao Yingzhu (ur. 14 stycznia 1988) – chińska lekkoatletka specjalizująca się w skoku o tyczce.

## Osiągnięcia
- złoty medal mistrzostw Azji juniorów (Makau 2006)[1]

## Rekordy życiowe
- skok o tyczce – 4,45 (2006)
- skok o tyczce (hala) – 4,30 (2006)